# SN 2001dk
SN 2001dk – supernowa typu II-P odkryta 29 lipca 2001 roku w galaktyce UGC 913. W momencie odkrycia miała maksymalną jasność 15,60m.